# Jacques Houdek
Jacques Houdek er en kroatisk sanger som deltog i Eurovision Song Contest 2017 med sangen "My Friend" hvor han endte på en 13. plads. Jacques var også coach i den kroatiske udgave af The Voice, hvor han mentorede Nina Kraljić, den første sæsons vinder. Han har sunget på andre sprog end kroatisk, så som engelsk, italiensk, tysk, spansk, fransk, slovensk, makedonsk, og maori.